# Мезотерапия
Мезотерапията представлява терапия на средния слой на кожата, наречен „мезодерма“. Терминът „мезотерапия“ произхожда от гръцката дума μέσος – „среден“ и θεραπεία – „терапия“. Чрез мезотерапията се въвеждат различни активни вещества дълбоко в мезодермата. Мезотерапията дава възможност за усвояването на специфични за кожата вещества на дълбочина, която не може да се постигне при използване на козметични продукти (кремове). Методът е конкурент на пластичната хирургия. Много дерматолози са разтревожени от популярността на метода, тъй като не подлежи на контрол от здравните власти.
Мезотерапията може да бъде иглена или безиглена в зависимост от метода, по който се въвеждат активните вещества в кожата.

## Иглена мезотерапия
Техниката е използвана за първи път през 1952 г. от френския лекар Мишел Пистор. Около 3 десетилетия по-късно Френската медицинска академия официално признава мезотерапията като част от традиционната медицина.
Стандартно за процедурата се използва инструмент като игла, мезо ролер, мезо молив, хидро игла или пистолет.

### Безиглена мезотерапия
Безиглената мезотерапия представлява безиглено вкарване на активни вещества (серуми) в мезодермата. Безиглената мезотерапия е високоефективна, безболезнена и безопасна процедура.
Безиглената мезотерапия се прилага с помощта на апарат за безиглена мезотерапия, който използва метода на електропорацията и електроосмозата. Този метод спомага за отварянето на водните канали на кожата, по които се въвеждат активните вещества в кожната тъкан.
Безиглената мезотерапия възниква в началото на XXI век в Европа. Този метод се налага бързо в козметичната индустрия, тъй като е безболезнен и в същото време ефективен способ за вкарване на серуми.